# Papyrussammlung und Papyrusmuseum Wien

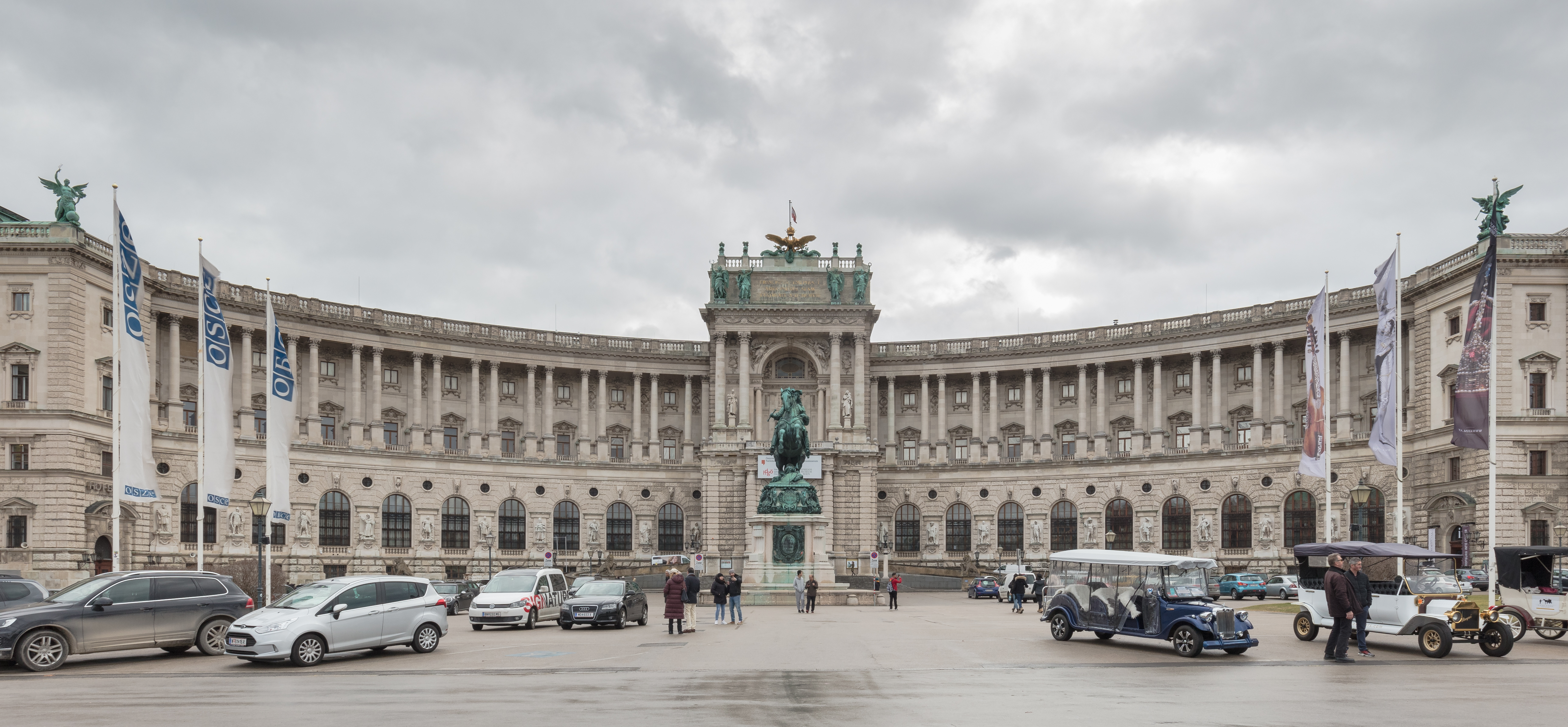
Neue Burg, Sitz des Papyrusmuseums

Die Papyrussammlung Wien der Österreichischen Nationalbibliothek ist eine der bedeutendsten Sammlungen ihrer Art weltweit. Ihre Räumlichkeiten befinden sich in der Neuen Burg in Wien, und sie umfasst rund 180.000 Objekte aus rund 3000 Jahren ägyptischer Geschichte (etwa 1500 v. Chr.–1500 n. Chr.). Der Sammlung ist ein Papyrusmuseum angeschlossen, das neben einer Dauerausstellung zu ägyptischen Kulturen in regelmäßigen Abständen auch Sonderausstellungen zu Spezialthemen der Papyrologie zeigt. Außerdem verfügt die Sammlung über eine umfangreiche papyrologische Bibliothek mit einem Bestand von rund 19.500 Werken. Die Sammlung hat sowohl die Erhaltung und Restaurierung der Papyri zur Aufgabe, als auch die wissenschaftliche Erforschung und Publikation dieser wichtigen Quelle für die antike und mittelalterliche Geschichte.
2001 wurde die Papyruskollektion Erzherzog Rainer (1. Fayyumer Fund), der Kern der Sammlung, in das Weltregister Memory of the World der UNESCO (Weltdokumentenerbe) aufgenommen.

## Geschichte
Die Sammlung verdankt ihr Entstehen in erster Linie dem Professor für Geschichte des Orients an der Universität Wien, Josef Karabacek. Mit Hilfe des Teppich- und Kunsthändlers Theodor Graf konnte dieser in den Jahren 1881 und 1882 die rund 10.000 Papyri des 1. Fayyumer Funds nach Wien bringen. Ende 1883 entschloss sich Erzherzog Rainer, die Papyrussammlung für eine unbekannte Summe zu erwerben. Karabacek wurde mit der Bearbeitung der Sammlung beauftragt. Bis 1899 erweiterte Erzherzog Rainer die Sammlung laufend durch neue Ankäufe und machte sie im selben Jahr seinem Onkel Kaiser Franz Joseph I. zum Geschenk, der sie als Spezialsammlung in die k.k. Hofbibliothek (die heutige Österreichische Nationalbibliothek) eingliederte. Sie erhielt neue Räumlichkeiten am Josefsplatz. Zusätzliche Ankäufe von hauptsächlich Ostraka erfolgten 1899 und 1911.
Nachdem 1920 die Hofbibliothek in die Nationalbibliothek überführt worden war, erhielt die Papyrussammlung 1921 neue Räumlichkeiten im Palais Friedrich (heutige Albertina). Es folgten verstärkte Editionsbemühungen und der Aufbau der Fachbibliothek in den 1920er und 1930er Jahren. Am 12. März 1945 wurde das Sammlungsgebäude durch einen Bombentreffer schwer beschädigt. Die Schäden waren allerdings gering, die wertvollsten Papyri waren schon zuvor geborgen worden. Ab 1948 konnte die Arbeit in Notquartieren fortgesetzt werden, am 18. April 1954 erfolgte die feierliche Eröffnung der neuen Räumlichkeiten in der wiedererrichteten Albertina.
Ab den 1960er Jahren nahmen die Editionsprojekte einen erfreulichen Aufschwung. Neues Personal konnte aufgenommen werden, die Sammlung wurde systematisch durch Ankäufe und Schenkungen erweitert und entwickelte sich zu einer immer wichtiger werdenden wissenschaftlichen Forschungseinrichtung. Dieser internationalen Bedeutung wurde 2004 auch an der Universität Wien durch die Einrichtung eines Lehrstuhls für Papyrologie (Bernhard Palme) am Institut für Alte Geschichte und Altertumskunde, Papyrologie und Epigraphik entsprochen. 1998 erfolgte die Übersiedlung der Sammlung, Fachbibliothek und Ausstellung in Räumlichkeiten in der Neuen Burg.
Im Jahr 2001 erklärte die UNESCO den Bestand, der auf Erzherzog Rainer zurückgeht, und der vielleicht der großartigste seiner Art weltweit ist, zum Weltdokumentenerbe.

## Die Sammlung

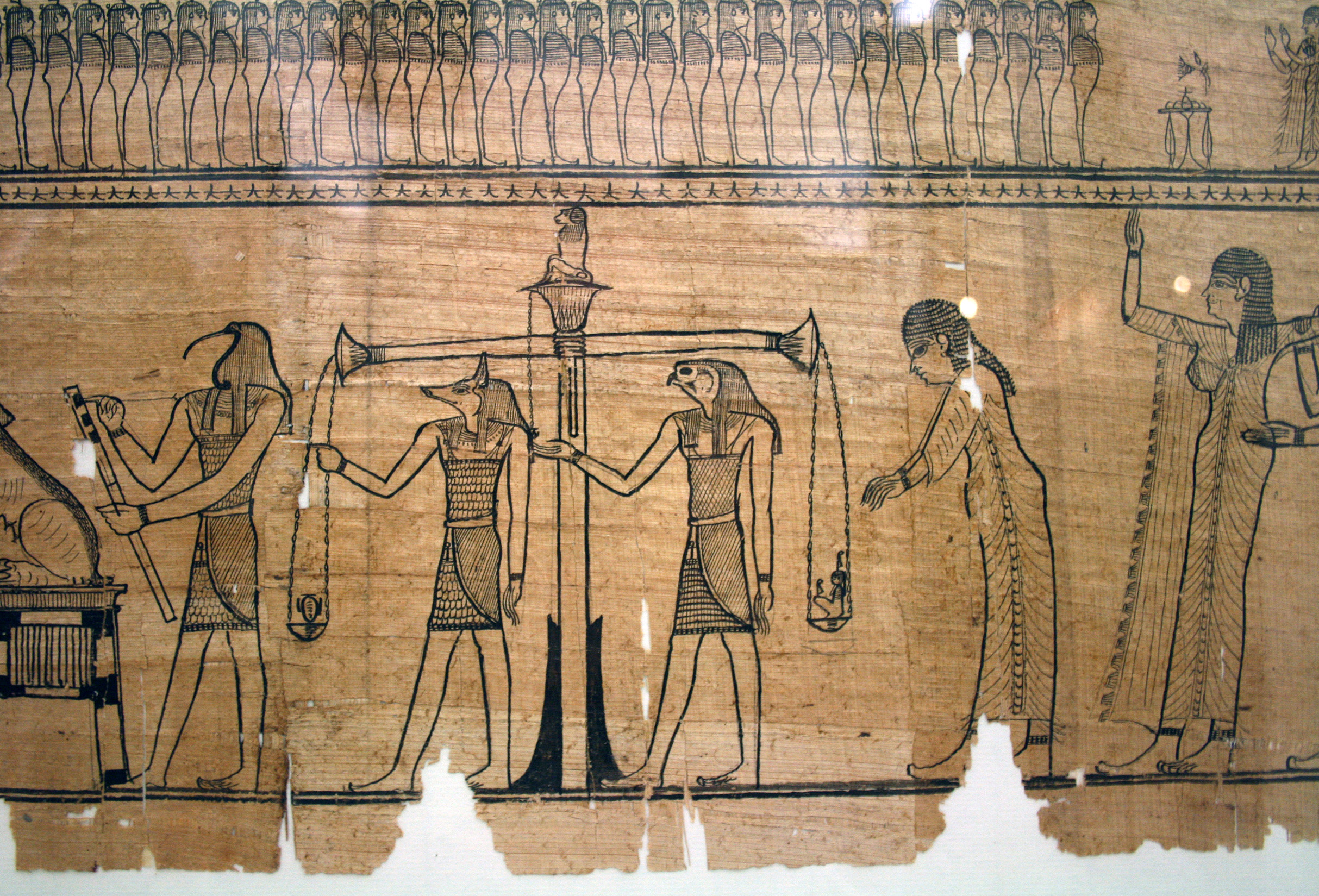
Detail aus dem Totenbuch der Taruma (ptolemäisch)

Den Schwerpunkt der Sammlung bilden die arabischen, griechischen und koptischen Objekte. Der griechische Bestand ist am größten, wobei hier die byzantinische Epoche Ägyptens am stärksten vertreten ist. Der Großteil der Urkunden besteht aus Dokumenten, es sind aber auch literarische Stücke von großer Bedeutung darunter. Der arabische Bestand ist die größte einschlägige geschlossene Sammlung der Welt. Auch hier bilden die Urkunden den Großteil der Sammlung, viele Stücke sind bereits auf Papier geschrieben, das ab dem 9. Jahrhundert den Papyrus als Beschreibstoff verdrängte. Die Bedeutung des koptischen Bestandes liegt vor allem in seinen literarischen, biblischen und liturgischen Schriften. Die Fachbibliothek umfasst rund 19.500 Bände.
Bestände
Der Gesamtbestand gliedert sich nach Sprachen zahlenmäßig wie folgt auf:
- Hieroglyphisch und Hieratisch: ca. 275 Objekte, davon 170 Papyri
- Demotisch: ca. 2000 signierte Objekte, davon 1551 Papyri und 352 Ostraka
- Koptisch: ca. 26.000 Objekte, davon 7153 Papyri, 1300 Pergamente, 935 Papiere und 770 Ostraka
- Griechisch: ca. 70.000 Objekte, davon 41.039 Papyri, ca. 3000 Pergamente und 12.000 unsignierte Kleinstfragmente
- Lateinisch: ca. 150 Objekte, davon 136 Papyri und 11 Pergamente
- Arabisch: ca. 75.000 Objekte, davon 16.619 Papyri, 16.523 Papiere, 382 Pergamente
- Hebräisch: ca. 200 Objekte[4]

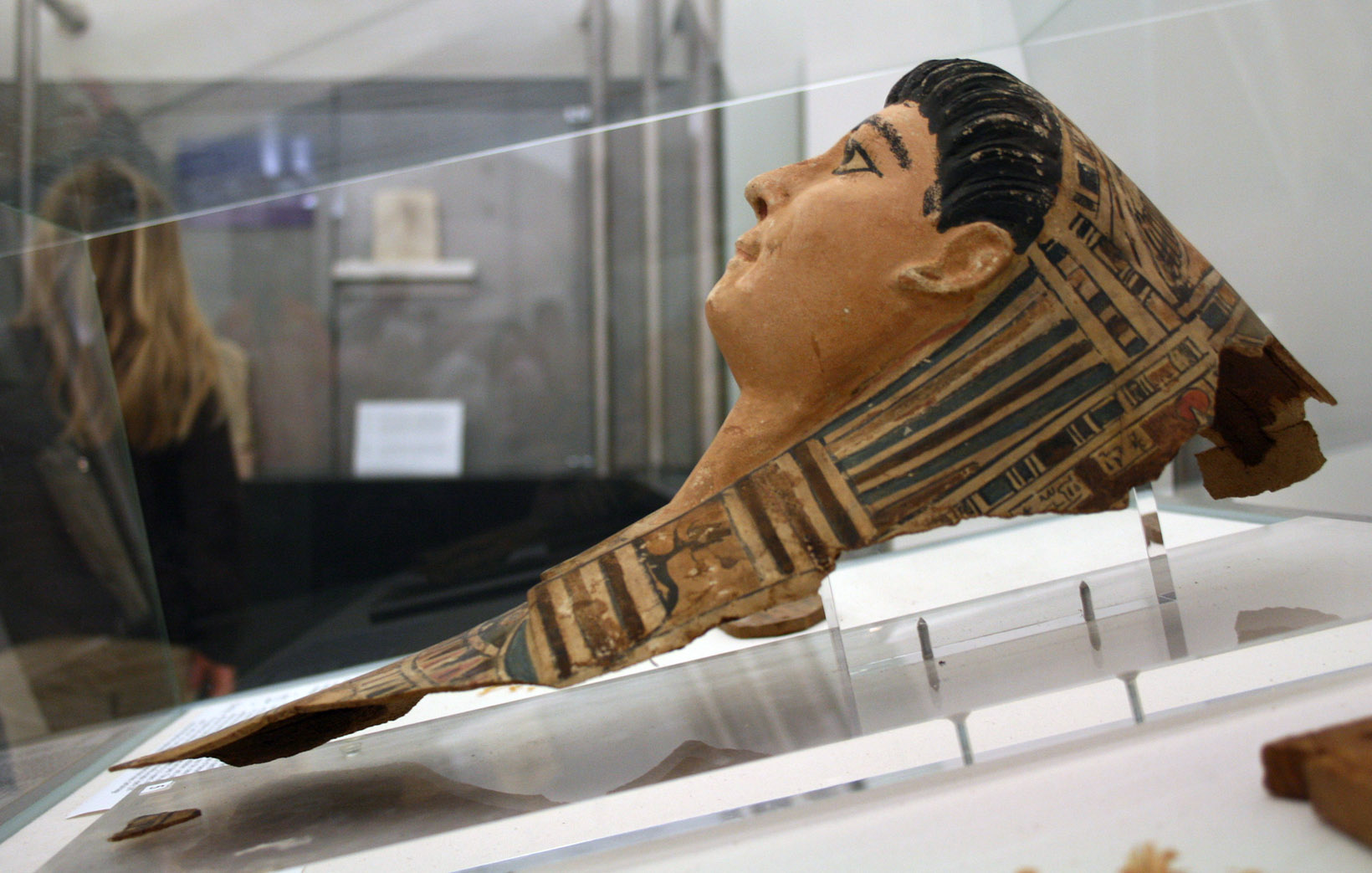
Mumienmaske
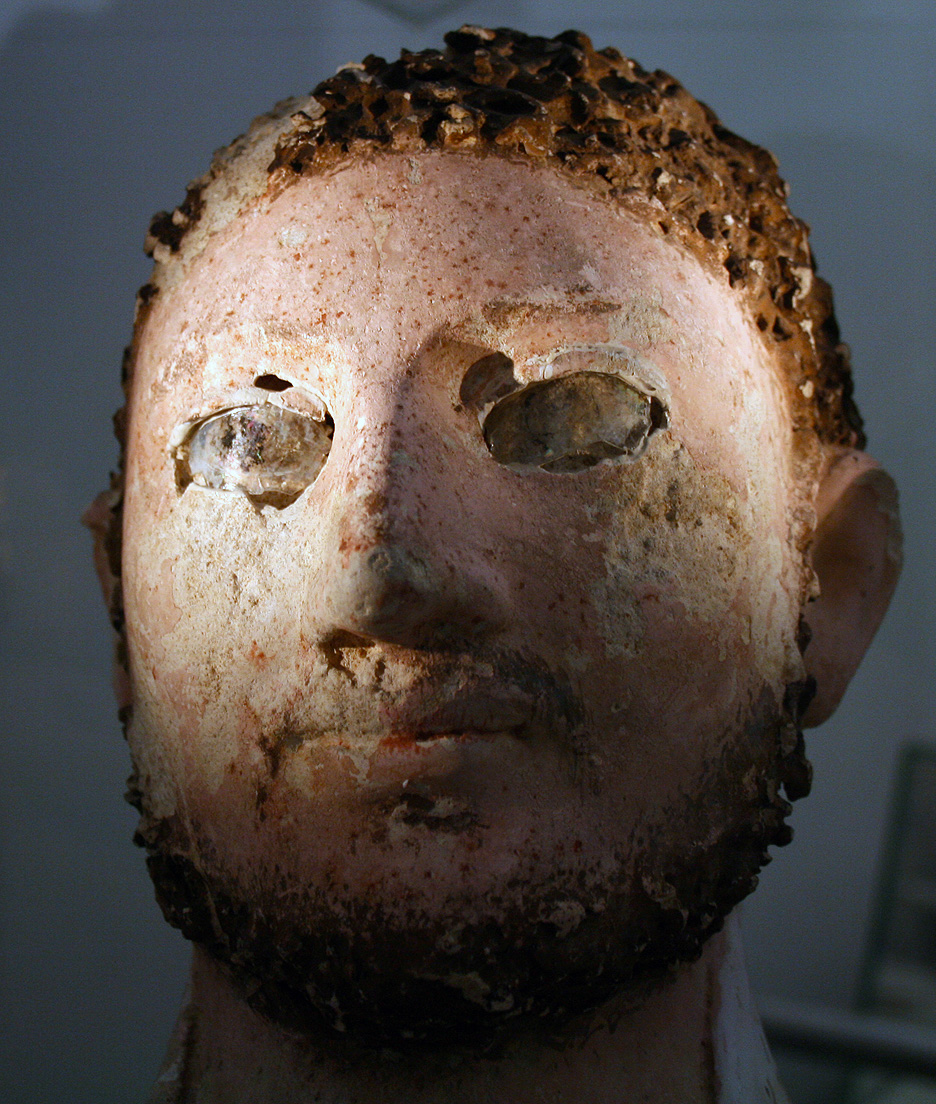
Stuckkopf

## Ausstellung
Die Dauerausstellung der Papyrussammlung versteht sich als ein Museum der Kulturen in Ägypten. Es beschäftigt sich mit verschiedenen Lebensbereichen, wie Totenkult, Magie, Medizin, Essgewohnheiten, Musik, Religion, Literatur und Alltagsleben. Mittels rund 400 Ausstellungsstücken wird ein Einblick in antike und mittelalterliche ägyptische Lebenswelten vermittelt. Neben Papyri werden auch Stücke auf Pergament und Ostraka, sowie die Produktionsweise von Papyrus gezeigt. Besonders sehens- und hörenswert ist ein Fragment aus der Tragödie Orestes von Euripides, das mittels moderner Technik neu vertont wurde und das jedem Besucher eine Vorstellung antiken Chorgesangs gibt. Die Museumsräumlichkeiten und das Ausstellungskonzept wurden in den Jahren 2020/21 grundlegend umgestaltet und modernisiert. Neben den antiken Originalen verfügt das Museum unter anderem nun auch über eine Replik der Tabula Peutingeriana, verschiedene Multimediastationen, einen neu gestalteten Audioguide sowie eine vergrößerte Kinderecke. Die Dauerausstellung wird in regelmäßigen Abständen durch Sonderausstellungen zu verschiedenen antiken Themen ergänzt.

## Bedeutung für die Geschichtswissenschaften
Die Bedeutung der Papyrologie für die Altertumswissenschaften hat in den letzten Jahrzehnten ständig zugenommen. Keine andere Quellengattung erlaubt einen so tiefen Einblick in Verwaltungs- und Sozialstrukturen, in wirtschaftliche Abläufe usw. wie die Papyri, die zumeist zufällig im heiß-trockenen Wüstenklima Ägyptens konserviert wurden. In Wien hat die papyrologische Forschung eine lange Tradition, für die letzten Jahre ist hier u. a. ein von Bernhard Palme geleitetes und vom FWF finanziertes Editionsprojekt zu nennen. Im März 2009 startete das NFN-Projekt Imperium et Officium, dessen verschiedene interdisziplinären Teilprojekte (Alte Geschichte, Altorientalistik, Arabistik) ebenfalls stark auf papyrologischem Material basieren.
Publikations- und Editionsreihen zu Wiener Papyri:
- Corpus Papyrorum Raineri (CPR)
- Mitteilungen aus der Papyrussammlung der österreichischen Nationalbibliothek in Wien, Neue Serie (MPER N. S.)
- NILUS
- Griechische Papyrusurkunden kleineren Formats (SPP)

## Personal
Sammlungsdirektoren
- Josef Karabacek (1899–1904, Direktor der Hofbibliothek)
- Karl Wessely (1904–1922, Kustos „extra statum“)
- Theodor Seif (1923–1930, Orientalische Abteilung)
- Hans Gerstinger (1923–1936, bis 1931 Griechische Abteilung, danach Gesamtleitung)
- Walter Till (1936–1942 und 1948–1951)
- Franz Unterkircher (1951–1956, dienstrechtlicher Vorstand, eigentlich Direktor der Handschriftensammlung)
- Herbert Hunger (1956–1962)
- Helene Loebenstein (1962–1984)
- Hermann Harrauer (1984–2005)
- Cornelia Römer (2005–2009)
- Bernhard Palme (seit 2009)

Kuratoren und Kuratorinnen des Museums
- Ulrike Horak (1995–2001)
- Harald Froschauer (2002–2008)